# Mirko Celestino
Mirko Celestino (Albenga, 19 marzo 1974) è un mountain biker ed ex ciclista su strada italiano, professionista su strada dal 1996 al 2007, vincitore del Giro di Lombardia 1999 e di 2 Milano-Torino (2001 e 2003).

## Carriera
Passato al professionismo nel 1996 con il Team Polti, vince le prime gare nel 1998, imponendosi nel Giro dell'Emilia e nel Regio Tour. L'anno successivo vince il Giro di Lombardia (precedendo sul traguardo di Bergamo in uno sprint ristretto Danilo Di Luca e Eddy Mazzoleni), la Coppa Placci e la HEW Cyclassics. Nel 2001, passato alla Saeco, vince le Tre Valli Varesine, la Milano-Torino ed il Trofeo Laigueglia. Nel 2003 con l'arrivo di Danilo Di Luca in squadra passa in secondo piano ma riesce a vincere lo stesso alcune corse (fra cui nuovamente la Milano-Torino) e ottiene il secondo posto alla Milano-Sanremo, battuto da Paolo Bettini in uno sprint a 3 con Luca Paolini.
Nel 2005 firma un nuovo contratto per la Domina Vacanze. Ottiene un prestigioso piazzamento a inizio stagione chiudendo al terzo posto l'Amstel Gold Race, quindi partecipa al Giro d'Italia a servizio del capitano Serhij Hončar; nella prima settimana riesce comunque a sfruttare le proprie caratteristiche sfiorando la maglia rosa. Nel 2006 corre per il Team Milram dove però è trascurato essendo Alessandro Petacchi il capitano della formazione. Riesce comunque ad arrivare secondo al campionato italiano davanti a Di Luca e dietro a Bettini.
Il 2007 è l'ultima stagione per Mirko nel ciclismo su strada. A fine stagione si ritira per passare in mountain bike dove vince già nelle prime corse della stagione 2008; nel 2010 è secondo nella prova del campionato mondiale marathon.

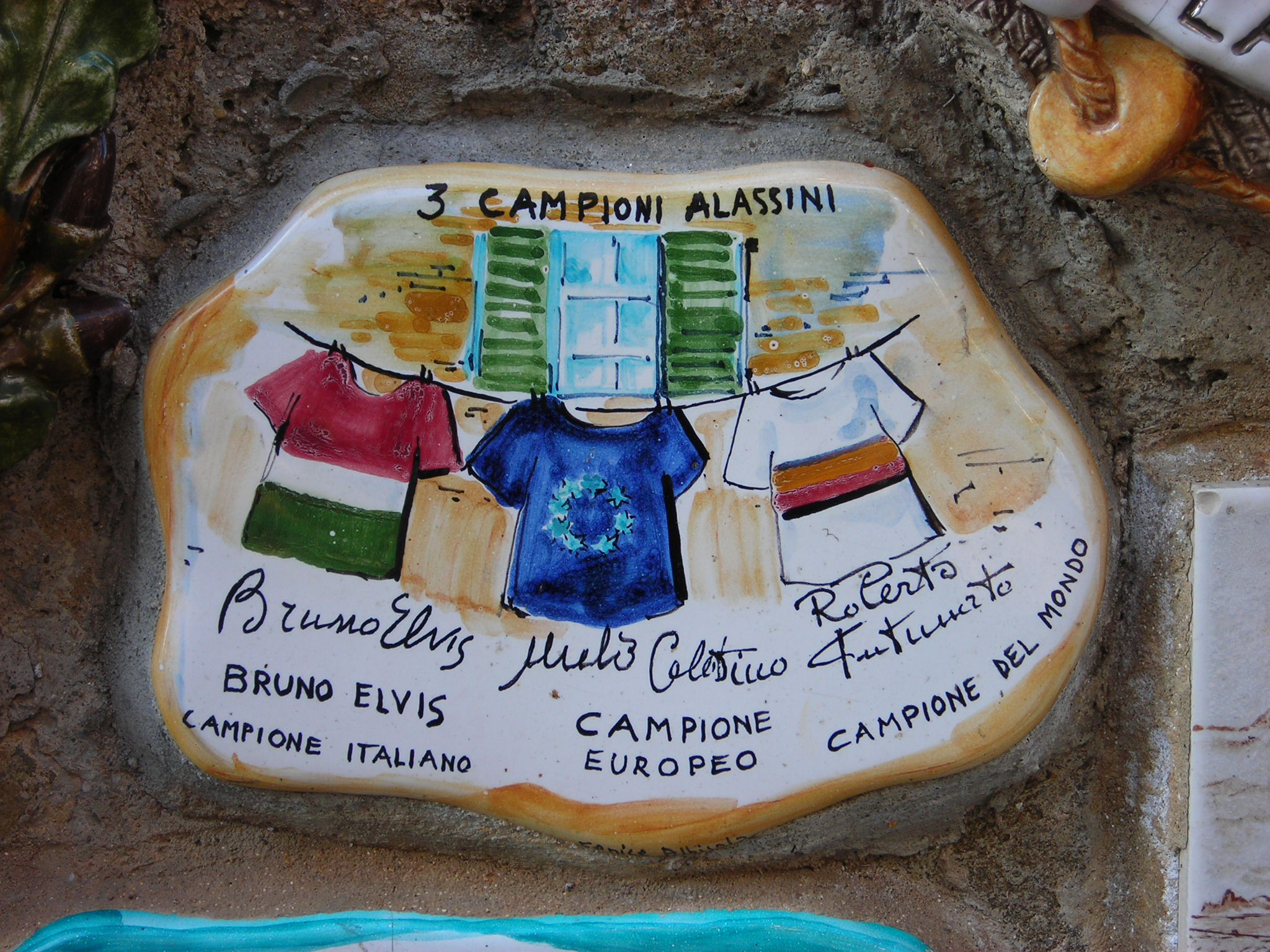
La piastrella del Muretto di Alassio autografata da Bruno Elvis, Mirko Celestino e Roberto Fortunato

## Palmarès

### Strada
- 1991 (dilettanti)

Trofeo MP Filtri
- 1992 (dilettanti)

Trofeo MP Filtri
- 1994 (dilettanti)

2ª tappa Giro della Valsesia (Valduggia > Carcoforo)
Classifica generale Giro della Valsesia
- 1995 (dilettanti)

Campionati europei, Prova in linea Under-23
Gran Premio Palio del Recioto
- 1998 (Polti, tre vittorie)

Giro dell'Emilia
2ª tappa Regio-Tour (Bienne > Müllheim)
Classifica finale Regio-Tour
- 1999 (Polti, tre vittorie)

Coppa Placci
Classica di Amburgo
Giro di Lombardia
- 2001 (Saeco, tre vittorie)

Trofeo Laigueglia
Milano-Torino
Tre Valli Varesine
- 2002 (Saeco, una vittoria)

2ª tappa, 2ª semitappa Brixia Tour (Mazzano > Mura)
- 2003 (Saeco, due vittorie)

Milano-Torino
Classifica generale Settimana Internazionale di Coppi e Bartali
- 2004 (Saeco, una vittoria)

2ª tappa Settimana Internazionale di Coppi e Bartali (Riccione > Faenza)

### Mountain biking
- 2009 Team Alba Orobia Bike

Campionati italiani, Marathon
Marathon Tour (MTB)
- 2011

Campionati italiani, Marathon

## Piazzamenti

### Grandi Giri
- Giro d'Italia

1997: ritirato
1999: 74º
2005: 34º
- Tour de France

2004: ritirato
2006: ritirato
- Vuelta a España

1996: 73º

### Classiche monumento
- Milano-Sanremo

1997: 6º
1998: 12º
1999: 51º
2000: 21º
2001: 16º
2002: 35º
2003: 2º
2004: 12º
2005: 17º
2007: 65º
- Giro delle Fiandre

2000: ritirato
2001: ritirato
2002: 29º
2003: 11º
2004: 28º
2005: 18º
- Parigi-Roubaix

2000: ritirato
- Liegi-Bastogne-Liegi

1998: 22º
2002: 4º
2003: 20º
2004: 24º
2005: 8º
2007: 63º
- Giro di Lombardia

1997: 34º
1998: 16º
1999: vincitore
2000: 32º
2001: 15º
2003: 37º
2004: ritirato
2005: ritirato
2006: 19º
2007: 74º

### Competizioni mondiali
- Campionati del mondo su strada

Valkenburg aan de Geul 1998 - Cronometro: riserva
Verona 1999 - In linea: 25º
Plouay 2000 - In linea: 58º
- Campionati del mondo di mountain bike marathon

2010: 2º
2011: 3º